# Mythimna volupia
Mythimna volupia är en fjärilsart som beskrevs av Rott. 1776. Mythimna volupia ingår i släktet Mythimna och familjen nattflyn. Inga underarter finns listade i Catalogue of Life.